# Trichotosia iodantha
Trichotosia iodantha är en orkidéart som först beskrevs av Rudolf Schlechter, och fick sitt nu gällande namn av Peter Francis Hunt. Trichotosia iodantha ingår i släktet Trichotosia och familjen orkidéer. Inga underarter finns listade i Catalogue of Life.